# 추이스창 (1954년)
추이스창(崔世昌(최세창), 1954년 2월 19일 ~ )은 회계사무 감사관리 처리자 출신으로 마카오의 정치인이다.

## 발자취
포르투갈령 마카오에서 태어난 그는 중화인민공화국 광둥 성 장먼(신후이)에서 갓난쟁이 어린 시절을 보냈고 초등학교 입학을 하기 이전에 포르투갈령 마카오로 돌아온 이후 먼 훗날 대학 시절 미국 하와이 유학을 하여 호놀룰루 샤미너드 대학교 경영학과 학사 과정을 거쳐 동 대학원 경영학과 경영학 석사 과정을 나온 후, 포르투갈령 마카오에 귀국하여 회계사로 일을 하였으며 훗날 중화인민공화국 마카오 특별행정구 입법위원회 대표입법위원 등을 지내면서 행정 및 정치 분야에도 투신하였다.